# Pirene (madre di Cicno)
Nella mitologia greca, Pirene (Pyrene, da πῦρ, pyr, "fuoco"), chiamata anche Pelopia, era la madre di Cicno, avuto dal dio Ares.